# Le Pôle express
Pour les articles homonymes, voir Boréal Express.
Pour plus de détails, voir Fiche technique et Distribution.
Le Pôle express ou Boréal Express au Québec (The Polar Express) est un film de Noël d'animation américain réalisé par Robert Zemeckis et sorti en 2004. C'est l'adaptation du roman de jeunesse Boréal-express (The Polar Express) de Chris Van Allsburg. Il s'agit du premier film entièrement réalisé en capture de mouvement,.
Le film met en scène un jeune garçon qui commence à douter de l’existence du Père Noël, qui monte dans un train mystérieux et part en direction du pôle Nord. Plus le Pôle express avance dans des contrées enchantées, plus l’aventure s'intensifie et les petits passagers prennent conscience de l’étendue de leurs dons.
Le film a reçu des critiques mitigées de la part des critiques et a initialement rapporté 286 millions de dollars contre un budget record de 165 millions de dollars, ce qui était la somme la plus importante pour un long métrage d'animation à l'époque. Les rééditions ultérieures ont contribué à propulser le chiffre brut du film à 314 millions de dollars dans le monde entier, et il a ensuite été inscrit dans le Guinness World Records 2006 pour être le premier film réalisé en capture de mouvement.
En France, en revanche, il reçoit globalement des critiques positives.
C’est également la dernière apparition cinématographique de Michael Jeter avant sa mort ; le film est dédié à sa mémoire.

## Synopsis
La veille de Noël, un train de voyageurs connu sous le nom de Pôle express s'arrête à Grand Rapids, dans le Michigan, devant la maison d'un garçon qui devient sceptique quant à l'existence du Père Noël. Le contrôleur l'informe que le train se rend au pôle Nord, et le garçon, bien que réticent au début, monte à bord. Il y rencontre une fille fougueuse et un garçon qui sait tout et se fait poinçonner son ticket mystérieux par le contrôleur. Ce dernier le poinçonne sous forme de lettres. Le train s'arrête ensuite pour prendre un garçon nommé Billy, qui refuse initialement de monter à bord, mais change d'avis au départ du train et du garçon. Le garçon applique le frein d'urgence et Billy est autorisé à monter, mais choisit de s'asseoir seul dans la voiture d'observation. Les enfants se voient ensuite servir du chocolat chaud par des serveurs portant des patins à roulettes et la jeune fille garde une tasse pour Billy. 
Lorsque le chef de train et la fille vont donner sa tasse à Billy, le garçon remarque que le billet de la fille n'a pas encore été validé. Le vent souffle et emporte le billet dans la nature sauvage, mais retrouve bientôt son chemin dans le train. Après que la fille a découvert que son billet est manquant, le contrôleur du train part avec elle. Le garçon trouve le billet et parcourt la toiture du Pôle express, où il rencontre un mystérieux vagabond fantomatique qui l'aide à atteindre la locomotive. Le garçon découvre que la fille s'est vu confier la conduite du train pendant que les deux mécaniciens remplacent le fanal central de la locomotive. Le train accélère dangereusement en raison de la disparition de la goupille du manipulateur de traction. Après avoir atteint un lac gelé, la goupille est remplacée, les conducteurs sont aidés visuellement par le chef de train et ramènent à temps le Pôle express sur la voie ferrée pendant que la glace se brise. 
Le chef de train ramène le garçon et la fille à leurs sièges et ils se joignent à Billy où il commençait à chanter une jolie chanson dans la voiture d'observation. Le train arrive au pôle Nord, où le chef de train annonce que l'un des enfants sera choisi pour recevoir le premier cadeau de Noël du Père Noël lui-même. Pendant que la fille et le garçon essaient de convaincre Billy de les rejoindre, le garçon détache accidentellement leur wagon, l'envoyant se précipiter le long d'un itinéraire vers une plaque tournante ferroviaire à l'intérieur de l'atelier du Père Noël. Les enfants se frayent un chemin à travers un centre de commandement des elfes et un bureau de tri des cadeaux, où Billy trouve un cadeau à son nom. Ils sont jetés dans un sac de cadeaux géant, où ils trouvent également le garçon qui sait tout. Une fois le sac chargé sur le traîneau du Père Noël, les elfes les escortent avant l'arrivée du Père Noël et de ses rennes.
Un grelot se détache du harnais d’un renne ; le garçon ne peut d'abord pas l'entendre sonner, jusqu'à ce qu'il se décide de croire de nouveau au Père Noël et miraculeusement, il l’entend. Il rend le grelot au Père Noël, qui le sélectionne pour recevoir le premier cadeau de Noël. Le Père Noël accepte de laisser garder le grelot, et le garçon le place dans sa poche de robe de nuit. Tous les enfants font poinçonner leur ticket pour le retour et comprennent enfin le sens caché des lettres sur leur ticket. Alors que les enfants remontent à bord pour rentrer chez eux, le garçon découvre qu'il a perdu le grelot à travers un trou dans sa poche. Le garçon arrive à la maison, et le contrôleur lui souhaite un joyeux Noël. Il se réveille le matin de Noël et on comprend comment il a eu un trou dans sa poche. Il découvre un dernier cadeau contenant son grelot perdu avec une note du Père Noël. Lui et sa sœur cadette Sarah sonnent joyeusement la cloche, mais leurs parents ne l'entendent pas parce qu'ils ne croient pas au Père Noël. Le garçon réfléchit à ses amis et à sa sœur qui finissent par devenir sourds au son du grelot au fil des ans alors que leur croyance s'est estompée. Cependant, malgré le fait qu'il soit maintenant un adulte, la grelot sonne toujours pour lui, comme c'est le cas "pour tous ceux qui croient vraiment".

## Fiche technique
- Titre original : The Polar Express
- Titre français : Le Pôle express
- Titre québécois : Boréal Express
- Réalisation : Robert Zemeckis
- Scénario : Robert Zemeckis et William Broyles Jr., d’après le roman Boréal-express de Chris Van Allsburg
- Musique : Alan Silvestri
- Storyboard : Simon Wells (également consultant aux effets visuels)
- Animation : Randy Cartwright
- Costumes : Joanna Johnston
- Photographie : Don Burgess et Robert Presley
- Montage : R. Orlando Duenas et Jeremiah O'Driscoll
- Production : Robert Zemeckis, Gary Goetzman, Steve Starkey et William Teitler
  - Production déléguée : Tom Hanks, Jack Rapke (en) et Chris Van Allsburg
  - Production associée : Debbie Denise, Josh McLaglen et Peter M. Tobyansen
- Sociétés de production : ImageMovers, Castle Rock Entertainment, Shangri-La Entertainment, Golden Mean Productions, Playtone
- Société de distribution : Warner Bros. Pictures
- Budget : 165 000 000 $[3]
- Pays de production :  États-Unis
- Langue originale : anglais
- Genre : animation, fantastique et aventure
- Durée : 100 minutes
- Dates de sortie[4] :
  - États-Unis : 10 novembre 2004
  - France : 1er décembre 2004
  - Belgique, Suisse romande : 8 décembre 2004
- Classification[5] :
  - États-Unis : G
  - France : tous publics

## Distribution

### Voix originales
- Tom Hanks : le jeune héros (capture de mouvement) / le père du garçon / le chef de train / le vagabond / la marionnette de Scrooge/ le père Noël / le jeune héros plus âgé (narrateur début et fin)
- Michael Jeter : les machinistes
- Daryl Sabara : le jeune héros (voix)
- Josh Hutcherson : le jeune héros (capture de mouvement additionnelle)
- Leslie Harter Zemeckis : Sarah, la sœur du garçon / la mère du garçon
- Nona Gaye : la jeune fille héroïne
- Eddie Deezen : Je-sais-tout
- Peter Scolari : Billy, le jeune garçon seul (capture de mouvement)
- Jimmy Bennett : Billy, le jeune garçon seul (voix)
- Charles Fleischer : le Général Elf
- Steven Tyler : le chanteur Elf / le lieutenant Elf
- Phil Fondacaro : Elf
- Debbie Lee Carrington : Elf
- Ed Gale : Elf
- André Sogliuzzo : Smokey / Steamer

### Voix françaises
- Maxime Baudouin : le jeune héros
- Camille Donda : la jeune fille héroïne
- Jean-Philippe Puymartin : le contrôleur / le Père Noël / le père du garçon / le vagabond / la marionnette de Scrooge / le jeune héros plus âgé (narrateur début et fin)
- Lola Krellenstein : Sarah, la sœur du garçon
- Céline Monsarrat : la mère du garçon
- Laurent Lévy : Je-sais-tout
- Martin Faliu : Billy
- Bernard-Pierre Donnadieu : les machinistes
- Marc Saez : le général Elf

## Production
Le roman Boréal-express (The Polar Express) de Chris Van Allsburg est publié en 1985. Robert Zemeckis et Tom Hanks appréciaient beaucoup le livre et le lisaient très souvent à leurs enfants. L'acteur raconte « Pendant près de dix ans, de novembre à décembre, j'ai lu le livre à mes enfants quatre fois par semaine, et souvent deux fois de suite ! J'en ai été totalement imprégné. » Les deux hommes collaborent sur ce projet pour la troisième fois après Forrest Gump (1994) et Seul au monde (2000).
Pour récréer au mieux l'univers visuel du roman original, Robert Zemeckis pense que les prises de vues réelles ou l'Animation classique ne seront pas adaptées. Avec le spécialiste des effets spéciaux Ken Ralston, qui avait notamment travaillé avec le réalisateur sur Qui veut la peau de Roger Rabbit, Robert Zemeckis développe une technologie basée sur la capture de mouvement, notamment le facial motion capture, qui permet de recréer très fidèlement sur ordinateur les expressions et les gestes des acteurs. Robert Zemeckis déclare : « la Performance Capture, – c'est le nom que nous lui donnâmes – était le procédé idéal pour réaliser Le Pôle express. En fait, sans lui, je pense que j'aurais renoncé à faire le film. »
Tom Hanks joue cinq rôles dans le film (le jeune garçon / le père du garçon / le chef de train / le vagabond / Scrooge / le Père Noël / le jeune garçon plus âgé. La voix du jeune garçon serait doublée par Daryl Sabara). Au début, Zemeckis a envisagé de le faire jouer tous les rôles, mais après avoir essayé cela, l’acteur s'est épuisé et ils ont réduit le nombre.
Le tournage en capture de mouvement débute en juin 2003 et se termine en mai 2004. Il se déroule notamment dans les Culver Studios à Culver City en Californie.
A l'occasion des 20 ans du film en 2024, quelques modifications de doublage VF ont été effectuées notamment sur le nom "Pôle Express" remplacé par "Boréal Express" afin de coller au roman originel.

## Musique
La bande originale du film est composée par Alan Silvestri, collaborateur très régulier de Robert Zemeckis. L'album contient cependant principalement des chants de Noël déjà existants. On retrouve toutefois des chansons inédites, comme Believe, écrite par Glen Ballard et Alan Silvestri, nommée à l'Oscar de la meilleure chanson originale lors de la 77e cérémonie des Oscars.
Le 28 novembre 2007, l'album est certifié disque d'or par la RIAA.
Liste des titres
1. The Polar Express - Tom Hanks avec notamment Cohl Kenneth Klop, Cody Klop, Riley Fansler, etc.
2. When Christmas Comes to Town - Matthew Hall et Meagan Moore
3. Rockin' on Top of the World - Steven Tyler
4. Believe - Josh Groban
5. Hot Chocolate - Tom Hanks avec notamment Cohl Kenneth Klop, Cody Klop, Riley Fansler, etc.
6. Spirit of the Season - Alan Silvestri et Harry Gregson-Williams
7. Seeing Is Believing - Harry Gregson-Williams
8. Santa Claus Is Comin' to Town - Frank Sinatra
9. White Christmas - Bing Crosby
10. Winter Wonderland - The Andrews Sisters
11. It's Beginning to Look a Lot Like Christmas - Perry Como et The Fontane Sisters
12. Silver Bells - Kate Smith
13. Here Comes Santa Claus (Right Down Santa Claus Lane) - Bing Crosby et the Andrews Sisters
14. Suite from The Polar Express - Alan Silvestri et Harry Gregson-Williams

## Sortie et accueil

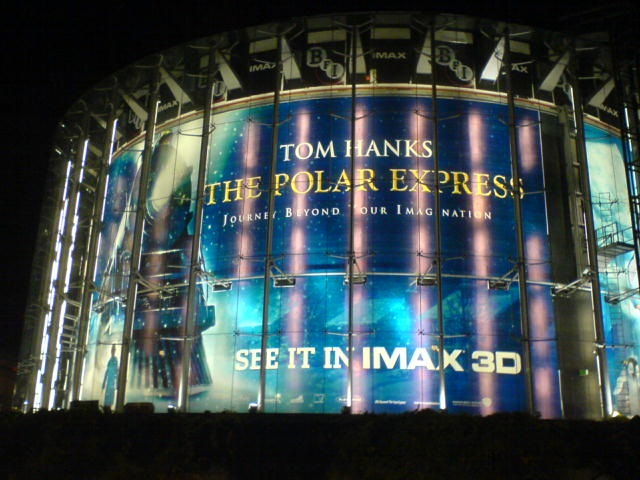
Le cinéma "BFI IMAX" de Londres (Royaume-Uni) pour la sortie du Pôle express.

### Critique
Le film reçoit des critiques partagées. Sur l’agrégateur de critiques Rotten Tomatoes, il obtient 56% d'avis favorables pour 209 critiques et une note moyenne de 6,4°⁄10. Le consensus suivant résume les critiques compilées par le site : « Bien que le film soit visuellement époustouflant dans l'ensemble, l'animation des personnages humains n'est pas assez réaliste et l'histoire est simpliste ». Sur Metacritic, il obtient une note moyenne de 61⁄100 pour 36 critiques.
Sur le site AlloCiné, qui recense 21 critiques de presse, le film obtient la note moyenne de 3,2⁄5
.

### Box-office
Le film totalise 316 897 787 $ de recettes mondiales, dont 182 704 446 $ aux États-Unis, pour un budget de  165 000 000 $. Le film a connu plusieurs ressorties, notamment en IMAX, et totalise ainsi plus de 189 000 000 $ en Amérique du Nord.
| Pays ou région     | Box-office        | Date d'arrêt du box-office | Nombre de semaines |
| ------------------ | ----------------- | -------------------------- | ------------------ |
| États-Unis, Canada | 189 528 738 $     | -                          | -                  |
| France             | 1 555 626 entrées | -                          | -                  |
| Total mondial      | 316 897 787 $     |                            |                    |

## Distinctions principales

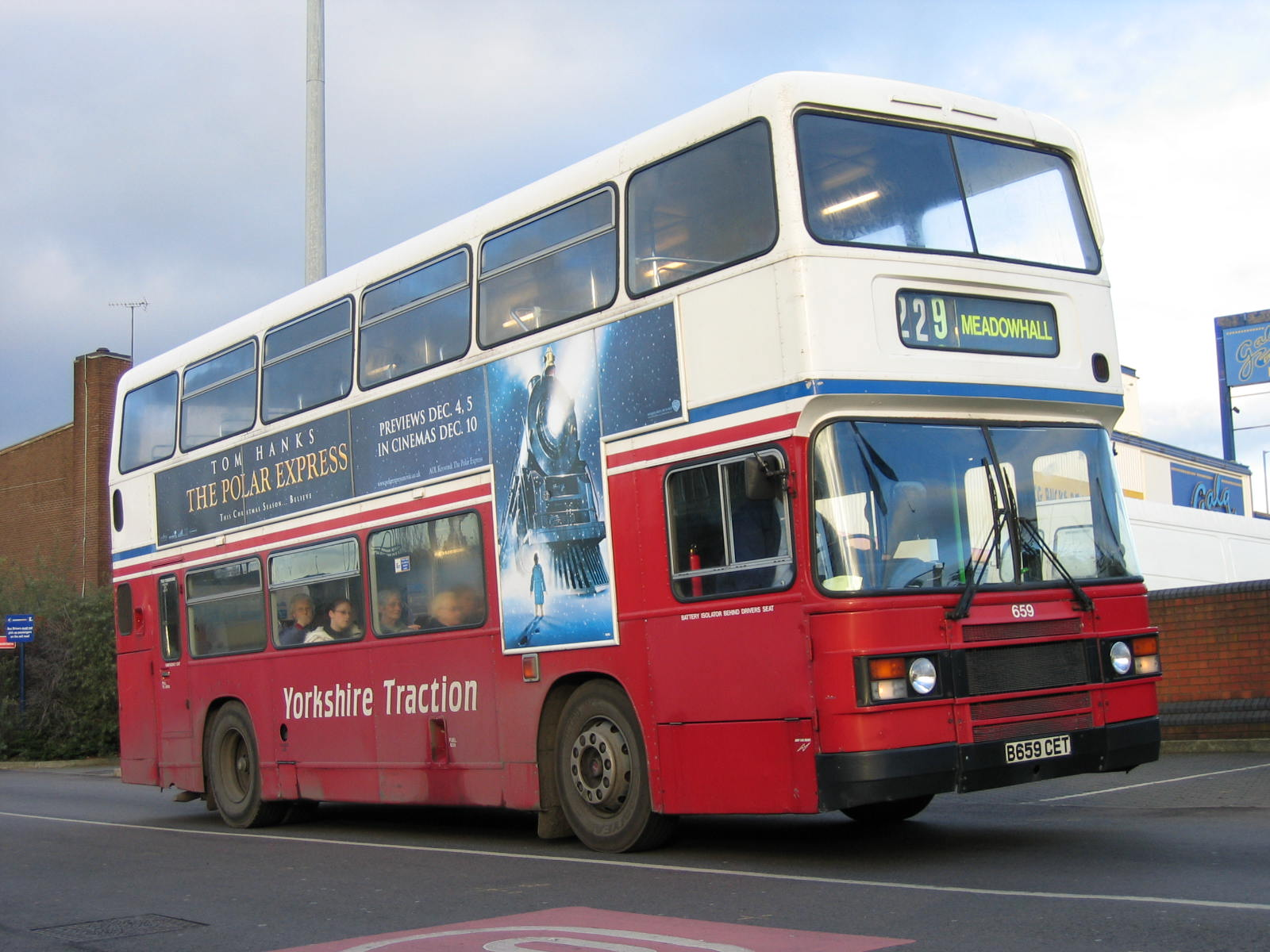

Source et distinctions complètes : Internet Movie Database

### Récompenses
- Bambi 2004 : prix du meilleur film international
- ASCAP Film and Television Music Awards 2005 : meilleure musique d'un blockbuster pour Alan Silvestri
- Grammy Awards 2006 : meilleure chanson originale écrit pour la télévision ou le cinéma pour Believe écrite par Glen Ballard et Alan Silvestri

### Nominations
- Oscars 2005 : 
  - Meilleure chanson originale pour Believe écrite par Glen Ballard et Alan Silvestri
  - Meilleur mixage de son
  - Meilleur montage de son
- Golden Globes 2005 : 
  - Meilleure chanson originale pour Believe écrite par Glen Ballard et Alan Silvestri
- Saturn Awards 2005 :
  - Meilleur film d'animation
  - Meilleure musique pour Alan Silvestri
- BAFTA 2005 : prix des enfants du meilleur film
- Satellite Awards 2005 : 
  - Meilleur film d'animation
  - Meilleure chanson originale pour Believe écrite par Glen Ballard et Alan Silvestri

## Clin d'œil et références
Le passage où le héros tire le sifflet du train et lance "J'ai voulu faire ça toute ma vie !" est en fait repris de Retour vers le futur 3 , où le personnage de Doc fait la même action et dit la même phrase dans la dernière scène du film. Le convecteur temporel apparaît dans le train dans une scène, quand le jeune garçon monte sur le toit du train pour aller jusqu'à la locomotive, et le traîneau du Père Noël laisse derrière lui des traces similaire aux traînées de feu de la DeLorean.
Avant de disparaître dans le ciel pour effectuer sa tournée, le Père Noël encourage ses rennes en citant quatre vers du célèbre poème A Visit from St. Nicholas (1823) de Clement Clarke Moore :

Allez, Fougueux ! Danseur ! Allez, Fringant ! Rusé !

Comète ! Cupidon ! Vite, Élégant ! Éclair !

Sautez en haut du porche ! Et vite en haut du mur !

Galopez, galopez ! Filez à toute allure !

## Adaptation en jeu vidéo
Le Pôle express a été adapté en jeu vidéo sur GameCube, PlayStation 2, Windows et Game Boy Advance en 2004. Il est ressorti en 2013 sur PlayStation 4 via le PlayStation Network.